# Miss Americana
Pour les articles homonymes, voir Americana.
Pour plus de détails, voir Fiche technique et Distribution.
Miss Americana est un film documentaire américain réalisé par Lana Wilson, sorti en 2020. Le titre du film provient de la chanson Miss Americana & the Heartbreak Prince de Taylor Swift, qui figure sur son album Lover (2019).

## Synopsis
Le documentaire suit plusieurs années de la carrière de la chanteuse américaine Taylor Swift.

## Fiche technique
- Titre : Miss Americana
- Réalisation : Lana Wilson
- Musique : Alex Somers
- Photographie : Emily Topper
- Montage : Paul Marchand, Greg O'Toole, Lee Rosch, Lindsay Utz et Jason Zeldes
- Production : Morgan Neville, Christine O'Malley et Caitrin Rogers
- Société de production : Tremolo Productions
- Société de distribution : Netflix (États-Unis)
- Pays :  États-Unis
- Genre : Documentaire
- Durée : 85 minutes
- Dates de sortie : 31 janvier 2020 (Netflix)

## Accueil
Le film a reçu un accueil favorable de la critique. Il obtient un score moyen de 65 % sur Metacritic.